# Фађецел (Бакау)
Фађецел (рум. Făgețel) насеље је у Румунији у округу Бакау у општини Итешти. Oпштина се налази на надморској висини од 302 m.

## Становништво
Према подацима из 2002. године у насељу је живело 12 становника, од којих су сви румунске националности.